# Курска митрополија
Курска митрополија (рус. Курская митрополия) митрополија је Руске православне цркве.
Образована је одлуком Светог синода од 26. јула 2012, а налази се у оквиру граница Курске области. У њеном саставу се налазе три епархије: Курска, Жељезногорска и Шчигровска.